# Crane Co.
Crane Co. (NYSE: CR) er et amerikansk industriselskab, der er baseret i Stamford, Connecticut. Virksomheden er engageret i brancherne Aerospace & Electronics, Engineered Materials (fiberglaspaneler og telekommunikationsudstyr), Payment and Merchandising Technology (salgsautomater, billet- og møntautomater), Fluid Handling og Controls (sensorer og kontrolsystemer).
Virksomheden kendes for datterselskabet Crane Merchandising Systems, der producerer selvbetjeningsautomater.
I 1855 etablerede brødrene Richard og Charles Crane virksomheden R. T. Crane & Bro.